# Dennyus hirundinis
Dennyus hirundinis är en insektsart som först beskrevs av Carl von Linné 1761.  Dennyus hirundinis ingår i släktet Dennyus, och familjen spolätare. Arten är reproducerande i Sverige.